# Edgardo Vaghi
Edgardo Vaghi (Milano, 30 giugno 1915 – Milano, 9 dicembre 1986) è stato un bobbista italiano.

## Biografia
Nel febbraio 1935 vise i campionati italiani di bob con il bob a quattro del GUF Milano, insieme a
Dario Poggi, Della Beffa e Menardi.
Partecipò ai Giochi olimpici di Garmisch-Partenkirchen 1936, nella gara a due con Dario Poggi, chiudendo 11º con il tempo totale nelle 4 manche di 5'51"02.
Nel 1937 vinse il bronzo ai campionati italiani, mentre ai Mondiali Universitari di Igls giunse al 5º posto. Ai Campionati italiani del 1938 chiude ancora al 5º posto. Nel 1939 vince col frenatore Cavalieri i "Littoriali"  (campionati universitari), mentre è solo 6° nei Campionati italiani assoluti.
Nella Seconda guerra mondiale si arruola nell'Aeronautica Nazionale Repubblicana e come sottotenente compie missioni in Grecia e Unione Sovietica.